# Vilhelm V av Akvitanien
Vilhelm V av Akvitanien, född 969, död 1030, var regerande hertig av Akvitanien från 995 till 1030. 